# Горкич, Милан Миланович
Милан Миланович Горкич (сербохорв. Милан Горкић / Milan Gorkić, настоящее имя Йосип Вацлавович Чижинский — сербохорв. Јосип Чижински / Josip Čižinski, 19 февраля 1904, Босански Брод — 1 ноября 1937, СССР) — югославский политический деятель, секретарь ЦК КПЮ с 1932 по 1937. Находясь в СССР, был арестован, осуждён и расстрелян.

## Биография
Родился в еврейско-чешской семье, переехавшей в Боснию из Австро-Венгрии в 1899 году. Его отец был железнодорожником и активистом Чешской социал-демократической партии. Уже в годы обучения в гимназии связался с революционным движением, за это находился в тюрьме. После выхода из тюрьмы участвовал в организации молодёжной коммунистической организации в Сараеве. Член КПЮ с 1919 года. Уже в 1924 г. избран членом ЦК союза молодых коммунистов Югославии. В 1924—1927 представитель Югославии в Коминтерне, находится в Москве, где был избран в Президиум ИККИМ (Исполком Коммунистического интернационала молодёжи) и в Секретариат КИМ.
Часто путешествовал по партийным заданиям: в Австрию, Германию и Чехословакию. В Германии женился на Бетти Николаевне Глан. В начале 1928 г. избран секретарём КИМ-а, а уже летом, на Конгрессе Коминтерна избран членом Международной контрольной комиссии Коминтерна. В 1930 г. — постоянный представитель Коминтерна в Компартии Великобритании. Всё это время участвует в деятельности КПЮ и Балканского секретариата Коминтерна.
Несколько раз нелегально ездил в Югославию, однако после избрания в 1932 на должность секретаря ЦК КПЮ ему были запрещены поездки на родину в целях безопасности. С 1932 г. работал в коминтерновских ячейках за рубежом (Вена, Париж, Москва, с 1932 по 1936 провёл в Москве всего три месяца). В 1935 г. был делегатом VII конгресса Коминтерна, избран в его Исполком. В начале 1937 г., находясь в Париже, получил приказ немедленно прибыть в Москву для отчёта о проделанной работе. Проездом из Франции в СССР побывал в Германии, где последний раз встретился с женой, после чего отбыл в Москву.
Арестован 14 августа 1937 года. Обвинен в троцкистско-террористической деятельности и шпионаже. Расстрелян 1 ноября 1937 года по приговору ВКВС. Прах захоронен на Новом Донском кладбище. Реабилитирован посмертно в 1956 г.